# Округ Оскода (Мичиген)
Оскода (енгл. Oscoda County) је округ у америчкој савезној држави Мичиген.

## Демографија
По попису из 2010. године број становника је 8.640, што је 778 (-8,3%) становника мање него 2000. године.
| Група             | 2000.         | 2010.         |
| Белци             | 9.162 (97,3%) | 8.380 (97,0%) |
| Афроамериканци    | 8 (0,1%)      | 14 (0,2%)     |
| Азијати           | 7 (0,1%)      | 7 (0,1%)      |
| Хиспаноамериканци | 89 (0,9%)     | 79 (0,9%)     |
| Укупно            | 9.418         | 8.640         |